# ジョーダン・プール
ジョーダン・アンソニー・プール（Jordan Anthony Poole, 1999年6月19日 - ）は、アメリカ合衆国ウィスコンシン州ミルウォーキー出身のプロバスケットボール選手。NBAのニューオーリンズ・ペリカンズに所属している。ポジションはシューティングガードまたはポイントガード。

## 経歴

### 学生時代
プールはイリノイ大学、インディアナ大学、ネブラスカ大学、メンフィス大学、マーケット大学、バージニア工科大学、オーバーン大学などのバスケットボール強豪校からオファーがある中、ビッグ・テン・カンファレンスに所属するミシガン大学に進学した。

#### 1年生

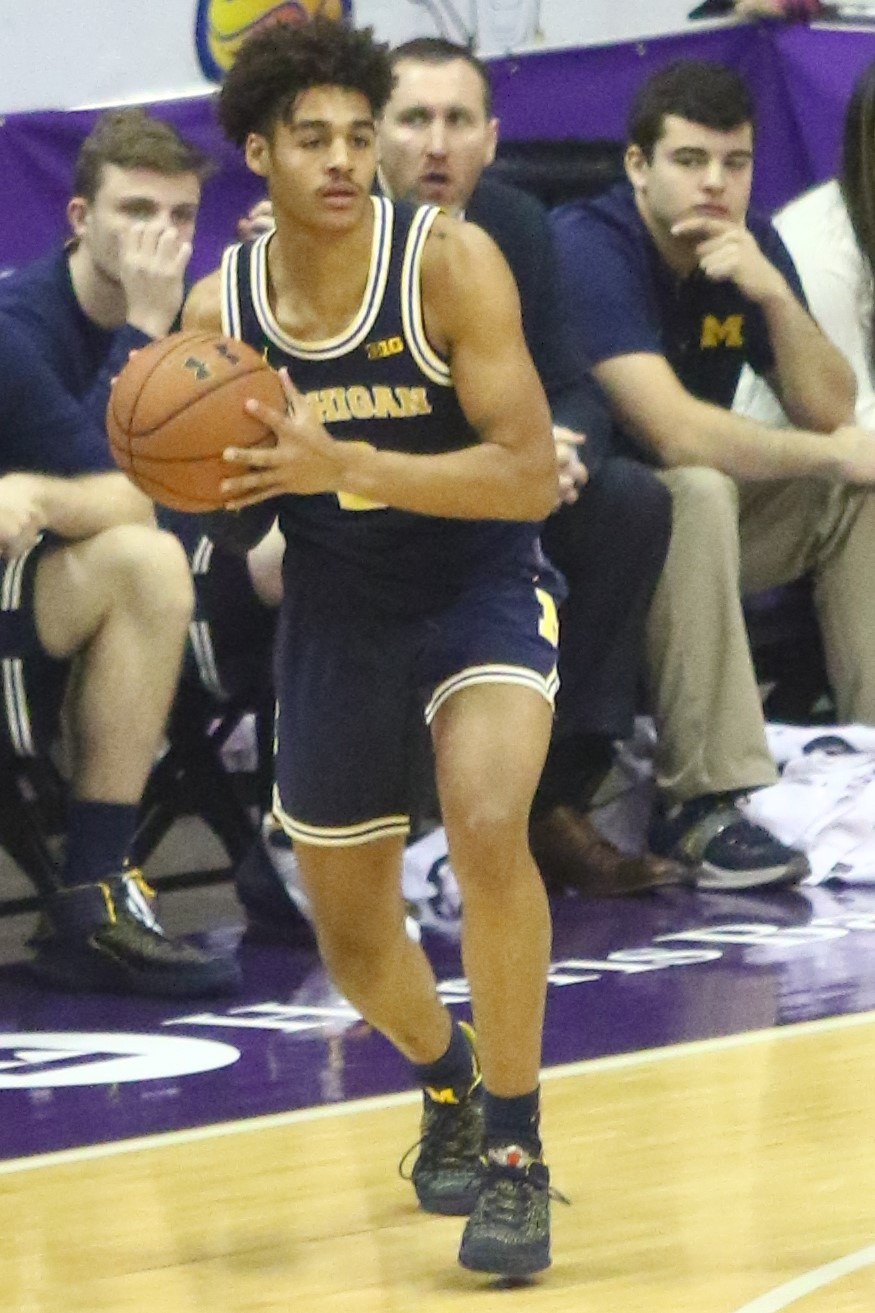
2017-18シーズンでのプール

2017年12月、ミシガン大学での開幕戦でプールはチームハイの19得点を記録しインディアナ大学を69-55で勝利した。2018年1月15日のメリーランド大学戦では、3本の3ポイントシュート沈めて、ミシガン大学は7本連続で3ポイントシュートを決め、68-67で勝利した。ミシガン大学はレギュラーシーズン33勝7敗を記録し、NCAAトーナメントに出場。決勝まで進出したが、ジェイレン・ブランソン、ミカル・ブリッジズなど率いるビラノバ大学に敗れ、準優勝となった。2017-18シーズンのミシガン大学には2018年のドラフトで1巡目指名のモリツ・ワグナーやヒートのフランチャイズ記録を保持するダンカン・ロビンソンなども所属していた。

#### 2年生

2018-19シーズンでのプール

2018年11月17日のジョージ・ワシントン大学戦でプールは、キャリアハイの22得点を記録し、84-61で勝利した。同年12月8日のサウスカロライナ大学との対戦でキャリアハイの26得点を記録した。12月30日、ニューヨーク州立大学戦で、キャリア最高の6つの3ポイントを沈めて18得点を記録した。2019年1月13日、ノースウェスタン大学戦を破り、大学記録となる17連勝を記録した。ミシガン大学は2019年のNCAAトーナメントに出場を果たし、3年連続でスウィート16（Sweet 16）まで進出したが、テキサス工科大学に敗れてエリート8進出とはならなかった。シーズンが終了し、4月9日にプールは2019年のNBAドラフトにアーリーエントリーを表明した。

### ゴールデンステート・ウォリアーズ
2019年6月20日に行われた2019年のNBAドラフトにてプールは、ゴールデンステート・ウォリアーズに全体28位で指名された。2019年10月24日のウォリアーズの開幕戦でNBAデビューを果たし、5得点、2リバウンド、2アシストを記録した。10月29日のニューオーリンズ・ペリカンズ戦にて13得点を記録し、ウォリアーズのシーズン初勝利に貢献した。しかし12月にプールはウォリアーズの傘下チームであるサンタクルーズ・ウォリアーズに送られた。Gリーグでの初戦となったストックトン・キングス戦で23得点を記録した。2試合目のテキサス・レジェンズ戦では、5本の3ポイントを含む31得点、5リバウンド、4アシスト、3スティールを記録した。これらの活躍で2020年1月にプールはウォリアーズにコールバックされ、2021年5月14日のニューオーリンズ・ペリカンズ戦では、キャリアハイの38得点を記録し、チームは125-122で勝利した。

#### 2021-22シーズン
プレシーズンで平均21.8得点、3.4リバウンド、3アシストを記録し、MIP筆頭候補とささやかれるようになり、3人目のスプラッシュブラザーズとして、クレイ・トンプソンが故障から復帰するまでステフィン・カリーの若き相棒として期待されるようになった。シーズン最初の10試合で平均18.2得点、2.7リバウンド、3.5アシスト、1.4スティールを記録し、ウォリアーズを9勝1敗と好調を支えた。その後も安定した活躍をし、スプラッシュブラザーズの次男クレイ・トンプソンが復帰してからはシックスマンとして、カリーが故障をしてからは先発に戻ったりしつつ、チームの調子が上がらないときも自身の活躍で支え、シーズン終盤で5連勝を記録し最高の状態でプレイオフに突入した。プールは76試合で平均18.5得点、3.4リバウンド、4.0アシスト、FG44.8%、3P36.4%、FT成功率に関してはリーグ1位の92.5%の確率で決め、全てのスタッツ項目でキャリアハイの数字を残した。
このようにプールは劇的に成長したにもかかわらず、最も成長した選手に贈られるMIPの最終候補にはクリーブランド・キャバリアーズのダリアス・ガーランド、メンフィス・グリズリーズのジャ・モラント、サンアントニオ・スパーズのデジャンテ・マレーが選出され、プールは最終候補からも落選してしまった。3人は大きくスタッツを向上させ、初めてオールスターに選ばれるなど飛躍のシーズンを送ったため、プールが落選したのは仕方ないかもしれない。しかしウォリアーズのドレイモンド・グリーンはチームメートのプールが選出されていないことに異を唱えた。「ジョーダン・プールがMIPではないなら、NBAはそのプロセスを真剣に見直すべきだ。だって、あのリストには彼以上に成長した選手が見当たれど、簡単に現在の立ち位置を確立したわけではない。それを間近で見てきたからこそ、グリーンは 「ジョーダン・プールは28位指名でこれまでの1、2年のほとんどをGリーグで過ごしていた。だから、賞の名前を考えるなら、受賞するのはジョーダン・プールなんだ。彼が選出されないなら、賞の名称を変えるように署名を募るよ。なぜなら、賞の名称が正しくないからね」と発言した。
自身初のプレイオフの相手は2シーズン連続MVPのニコラ・ヨキッチ率いるデンバー・ナゲッツ。プレーオフデビュー戦で7本中5本の3ポイントシュートを含む30得点を記録してチームを引っ張り、ウォリアーズが123-107で勝利した。ヘッドコーチのスティーブ・カーは、左足の故障でレギュラーシーズン終盤戦を欠場したステフィン・カリーをベンチスタートにし、プールを先発に抜擢した。プールは指揮官の期待に応える素晴らしいポストシーズンデビューを果たした。プレーオフデビュー戦で30得点以上を記録したウォリアーズの選手は、ウィルト・チェンバレン、ミッチ・リッチモンド、プールしかいない。そして第2戦では29得点、第3戦では27得点と躍動。特に第3戦はステフィン・カリーが27得点、クレイ・トンプソンが26得点と3人で計80得点を奪取。さらにそれぞれがフィールドゴール成功率50%以上（プール9/13、カリー9/17、トンプソン10/18）と高精度にシュートを決め続けた。
米スポーツ専門局『ESPN』のデータによれば、プレーオフの試合で3人の選手がFG成功率50％を超えて25得点以上を記録するのは、ウォリアーズの歴史上3回目だという（過去2回は1958年・1989年）。これまでは3ポイントの雨を降らせるカリーとトンプソンの2人を"スプラッシュ・ブラザーズ"と称してきた現地メディアも、今季のプールの台頭により"スプラッシュ・トリオ"へと呼び方を改めつつある。
3年目のプールは今回が自身初となるプレーオフの舞台だが、初戦でチーム最多の30得点を記録すると2戦目もカリーに次ぐ29得点。3試合を終えた時点での平均得点（28.7得点）と3ポイント成功率（59.1%）は堂々のチームトップである。しかし第4戦・第5戦ではやや不調になり得点は取れなかったもののパスでチームに貢献し、4勝1敗でデンバー・ナゲッツを倒した。5試合で平均21.0得点、2.4リバウンド、5.4アシスト、1.4スティール、FG54.8%、3P48.4%、FT84.6%を記録した。

#### 2022-23シーズン
開幕前の2022年10月16日にウォリアーズと4年総額1億4000万ドルで契約延長をした。

### ワシントン・ウィザーズ
2023年7月6日、パトリック・ボールドウィン・ジュニア、ライアン・ロリンズと共にワシントン・ウィザーズにトレードされた。

### ニューオリンズ・ペリカンズ
2025年7月6日、ヒューストン・ロケッツ、ニューオーリンズ・ペリカンズ、ウィーザーズの3チーム間トレードによって、サディック・ベイ、マイカ・ピービーのドラフト交渉権（2025年のNBAドラフト全体40位）とともにペリカンズに移籍した。

## 個人成績

### NBA

#### レギュラーシーズン
| シーズン | チーム | GP  | GS  | MPG  | FG%  | 3P%  | FT%   | RPG | APG | SPG | BPG | PPG  |
| -------- | ------ | --- | --- | ---- | ---- | ---- | ----- | --- | --- | --- | --- | ---- |
| 2019–20  | GSW    | 57  | 14  | 22.4 | .333 | .279 | .798  | 2.1 | 2.4 | .6  | .2  | 8.8  |
| 2020–21  | GSW    | 51  | 7   | 19.4 | .432 | .351 | .882  | 1.8 | 1.9 | .5  | .2  | 12.0 |
| 2021–22  | GSW    | 76  | 51  | 30.0 | .448 | .364 | .925* | 3.4 | 4.0 | .8  | .3  | 18.5 |
| 2022–23  | GSW    | 82  | 43  | 30.0 | .430 | .336 | .870  | 2.7 | 4.5 | .8  | .3  | 20.4 |
| 2023–24  | WAS    | 78  | 66  | 30.1 | .413 | .326 | .877  | 2.7 | 4.4 | 1.1 | .3  | 17.4 |
| 2024–25  | WAS    | 68  | 68  | 29.4 | .432 | .378 | .883  | 3.0 | 4.5 | 1.3 | .4  | 20.5 |
| 通算     | 通算   | 412 | 249 | 27.5 | .422 | .345 | .879  | 2.7 | 3.8 | .9  | .3  | 16.8 |

#### プレーオフ
| シーズン | チーム | GP | GS | MPG  | FG%  | 3P%  | FT%  | RPG | APG | SPG | BPG | PPG  |
| -------- | ------ | -- | -- | ---- | ---- | ---- | ---- | --- | --- | --- | --- | ---- |
| 2022     | GSW    | 22 | 5  | 27.5 | .508 | .391 | .915 | 2.8 | 3.8 | .8  | .4  | 17.0 |
| 2023     | GSW    | 13 | 4  | 21.8 | .341 | .254 | .765 | 2.2 | 3.5 | .8  | .2  | 10.3 |
| 通算     | 通算   | 35 | 9  | 25.4 | .450 | .346 | .867 | 2.6 | 3.7 | .8  | .3  | 14.5 |

### カレッジ
| シーズン | チーム   | GP | GS | MPG  | FG%  | 3P%  | FT%  | RPG | APG | SPG | BPG | PPG  |
| -------- | -------- | -- | -- | ---- | ---- | ---- | ---- | --- | --- | --- | --- | ---- |
| 2017–18  | ミシガン | 38 | 0  | 12.5 | .429 | .370 | .827 | 1.4 | .6  | .5  | .2  | 6.1  |
| 2018–19  | ミシガン | 37 | 37 | 33.1 | .436 | .369 | .833 | 3.0 | 2.2 | 1.1 | .2  | 12.1 |
| 通算     | 通算     | 75 | 37 | 22.7 | .434 | .370 | .831 | 2.2 | 1.4 | .8  | .2  | 9.4  |